# Belmont (Washington)
Belmont es un área no incorporada ubicada en el condado de Whitman en el estado estadounidense de Washington.

## Geografía
Belmont se encuentra ubicado en las coordenadas 47°5′17″N 117°9′41″O / 47.08806, -117.16139.